# Вукомановићи
Вукомановићи су породица кнегиње Србије Љубице Обреновић (Срезојевци, 1788 - Беч, 1843), жене кнез Милоша и мајке кнеза Михаила и кнеза Милана Обреновића.

## Порекло
Вукомановићи су пореклом са Косова и Метохије, одакле су се доселили у Шумадију, рудничка нахија, у село Срезојевци. Вукомановићи потичу од Богољуба Вукомана. Крсна слава Вукомановића је Свети Лука.
Према одређеним изворима, вероватно је да су се Вукомановићи на Метохију доселили из околине Никшића и да су пореклом из Никшићког племена.
Гаврило Вукомановић имао је сина Радосава Вукомановића (1758—1805), који је био ожењен Маријом Дамњановић (1762—1797) из Дружетића у Ужичкој нахији.

## Радосав Вукомановић
Радосав Вукомановић син Гаврила Вукомановића два пута се женио. Из два брака имао је једанаесторо деце - седам синова и четири кћерке. Од прве жене Марије Дамњановић (1762—1797) били су Јован и Љубица, а од друге жене Гаврило, Лука, Петар, Тодор и једна кћерка.

## Кнегиња Љубица Обреновић, рођ. Вукомановић
Војвода Милан Обреновић испросио је Љубицу Вукомановић од оца Радосава Вукомановића за свог млађег полубрата Милоша Обреновића и венчање је одржано у пролеће 1804, на почетку Првог српског устанка, највероватније у време након освајања Рудника и постављења за војводу Милана Обреновића, марта 1804. Милан Обреновић замолио је Карађорђа да буде кум на венчању његовог брата Милоша, кога је тада Карађорђе први пут видео. Милош се већ био истакао у борбама и Карађорђе се прихватио кумства.
Књаз Милош и кнегиња Љубица Обреновић имали су осморо деце четири сина и четири кћерке.

## Јован Вукомановић
Јован Вукомановић из Срезојеваца (рудничка нахија), био је брат кнегиње Љубице и по оцу и по мајци.
Погинуо је 1815. у нападу на Пожаревац.

## Гаврило Вукомановић
Сачувано је више писама кнегиње Љубице брату Гаврилу Вукомановићу.

## Петар Р. Вукомановић
Петар Вукомановић, официр, брат Љубице Обреновић по оцу, био је теже рањен у бици код Пожаревца 1815. Умро је 1833, а његову децу је одгајала и васпитавала заједно са својом децом у свом двору књегиња Љубица. Петар Вукомановић је са Василијом (умрла после априла 1867) имао децу Алексу, Михаила, Милеву и Милицу.

### Капетан Михаило Вукомановић
Капетан Михаило Вукомановић, син Петра Вукомановића, командант рудничке војске имао је сина Милана Вукомановића.

#### Милан Вукомановић (1869—1936)
Милан Вукомановић (1869—1936), инспектор државних железница, био је син капетана Михаила Вукомановића и унук Петра Вукомановића, односно Љубице Обреновић.

#### Раносовићи
Милева Вукомановић била је удата за Петра Раносовића, официра. Имали су Велимира, Михаила и Наду.

##### Генерал Велимир П. Раносовић (1892—1954)
Генералштабни бригадни генерал Велимир П. Раносовић, син Петра Раносовића, официра и Милеве Раносовић, рођ. Вукомановић, шеф кабинета председника Владе армијског генерала Душана Симовића, војни изасланик у Риму (1941), Каиру и Анкари (1944). Завршио је Војну кадетску школу у Русији и 25. класу Више школе Војне академије. У ратовима 1912 до 1918, био је 1916. у Русији командир муниционе колоне 1. добровољачке дивизије. Умро је у емиграцији у Паризу 1954.

### Алекса Вукомановић
За братанца кнегиње Љубице Алексу Вукомановића (1826-1859) удала се 1858. године Мина Караџић (1828-1894), кћерка Вука Караџића. Венчали су се у Саборној цркви у Београду, Вилхелмина-Мина је тада прешла у православље и узела име Милица. Алекса је био професор књижевности на београдском Лицеју, разболео се „од очију“ и умро после годину и по дана брака. Алекса и Мина Вукомановић си имали само једног сина Јанка Вукомановића (1859—1878). Сви троје су били сахрањени на старом Ташмајданском гробљу, али су почетком 20. века пренети у Цркву светог Саве на Савинцу.

#### Јанко А. Вукомановић
Јанко А. Вукомановић (1859—1878) био је син Алексе Вукомановића и Мине Вукомановић, рођ. Караџић, кћерке Вука Караџића. Као кадет Војне академије у Петрограду дошао је у Србију и учествовао као добровољац у српско-турском рату где је добио и медаљу за храброст. Вратио се потом у Русију, где је и умро 1878. године, претпоставља се од туберкулозе или од „руског рулета“.

### Алимпићи
Милева Вукомановић (1833-1914), кћерка Петра и Василије Вукомановић, братаница књегиње Љубице била је удата за генерала Ранка Алимпића.

#### Генерал Ранко Алимпић (1826—1882)
Генерал Ранко Алимпић (1826-1882), ожењен Милевом Вукомановић био је министар грађевина, члан државног савета, крајински окружни начелник, професор Артиљеријске школе (Војне академије). Рођен је 9. марта 1826. у Накучанима, где је завршио основну школу. Гимназију похађа у Крагујевцу. Ступио је у војску 1842, а унапређен је у чин потпоручника 1845. Војне школе завршио у Пруској и Белгији (1846—1852). Од 1852. професор Артиљеријске школе (Војне академије). Оженио се Милевом Вукомановић 1852. године. По повратку кнеза Милоша у Србију 1858. Ранко Алимпић био је једно време помоћник начелника редовне војске (помоћник начелника генералштаба), начелник одељења у Министарству војске, начелник крајинског округа, пожаревачког округа, министар грађевина, државни саветник и др..
Генерал Ранко Алимпић и Милева Алимпић, рођ. Вукомановић нису имали деце.

### Крстићи
Милица Вукомановић, кћерка Петра и Василије Вукомановић, братаница кнегиње Љубице била је удата за Гедеона пл. Крстића (1818-1889), племића из јужних крајева са аустријским племством, велепоседника и државног саветника.

## Вулићевићи
Једна сестра кнегиње Љубице била је удата за Петра Вулићевића, сина војводе Вујице Вулићевића и братанца смедеревског војводе Ђуше Вулићевића (чији потомци су се презивали Ђушић). У време када је Вујица Вулићевић био као члан српске депутације у Цариграду, његов син Петар Вулићевић обављао је уместо њега дужност кнеза смедеревског окружја, када је дошло до злоупотреба због којих је подигнута Ђакова буна.

## Поповићи
Мајка књегиње Љубице била је Марија Дамњановић из Дружетића. Потомци ујака књегиње Љубице су Поповићи.

### Кнез Василије Поповић
Брат од ујака кнегиње Љубице био је господар Василије Поповић из Бершића, главни кнез пожешке (чачанске) нахије од 9. јуна 1819, емин рујански. За њега је удала своју штићеницу Марту, братаницу владике шабачког Мелентија Никшића, који је био убијен по кнез Милошевом налогу. Господар Василије Поповић имао је сина Живка.

### Живко В. Поповић
Живко Поповић, син господар Васе Поповића, био је професор Војне академије..

## Рођаци кнегиње Љубице
Најближи рођаци кнегиње Љубице 1967. у Београду били су прим. др Мара Вукомановић, проф. Босиљка Драгић, рођ. Вукомановић, Зајка Кулишић-Марковић, Нада Раносовић.

## Занимљивости
Поводом добијања градских кључева од султана 1867, односно одласка турских гарнизона из градова Србије у Београду су организоване велике свечаности: „На позив кнеза Михаила у Београд је дошло 150 чланова Вукомановића породице и сви су они, као кнежеви гости били распоређени на конаковање по првим београдским кафанама. Све старије жене и људе кнез је љубио у руку, а са млађим члановима породице се љубио“. Кнез је тада од султана добио једну брилијантску грану, за коју се 1941. каже да је чува Милица Трупац, рођ. Марковић, најмлађа кћи Милеве, рођ. Вукомановић, кћери Гаје Вукомановића и братанице кнегиње Љубице.

## Сродство
Вукомановићи су у сродству са Обреновићима, Бајићима од Варадије, Николићима од Рудне, Чупићима, Вулићевићиима, Перићима, Луњевицама и др.